# Filip IV pod Fragą
Filip IV pod Fragą – portret olejny hiszpańskiego malarza Diega Velázqueza.

## Okoliczności powstania portretu
Od 1623 roku Diego Velázquez sprawował funkcję nadwornego malarza króla Filipa IV. Do jego obowiązków należało portretowanie władcy i członków rodziny królewskiej. W 1640 roku wybuchła rewolta w Katalonii i Aragonii, w wyniku której armia francuska zajęła te regiony. W 1644 roku armia hiszpańska rozpoczęła kampanię odbicia zajętych terenów; w czerwcu tego samego roku król Filip IV pojawił się na odbijanych terenach, m.in. w wyzwolonej Fradze. Towarzyszył mu Velázquez, który (według relacji Palomina, biografa artysty) namalował portret króla w trzy dni, by jak najszybciej wysłać go królowej Elżbiecie Burbon, do Madrytu.

## Opis
Na wszystkich wcześniejszych portretach króla wykonanych przez Velázqueza, Filip odziany był na czarno, przedstawiony na ciemnym tle, co nadawało mu poważny, majestatyczny wygląd. Na portrecie z Fragi malarz po raz pierwszy ukazał władcę w odmienny sposób. Król został sportretowany w trzech czwartych. Ma na sobie czerwony płaszcz naczelnego wodza, który nosił podczas wjazdu do odzyskanej Lleidy, w prawej ręce trzyma buławę opartą o biodro, a w lewej dłoni kapelusz. 

Filip IV ma na sobie czerwony kaftan, bogato zdobiony białym haftem, z szerokim koronkowym kołnierzem i szerokimi rozciętymi rękawami, spod których wyglądają obcisłe białe – jest pełen przepychu i wyraziście odcina się od szarobrązowego, neutralnego tła (Rolfa Tomana: Sztuka Baroku)

Portret na przestrzeni lat był kilkakrotnie kopiowany. Najlepsza i najbardziej znana kopia znajduje się w londyńskim Dulwich College. Pierwotnie portret uważano za oryginalną pracę Diega Velázqueza, dopiero w 1911 roku, hiszpański znawca i krytyk sztuki Aureliano de Beruete y Moret atrybucję dzieła przypisał zięciowi mistrza, Juanowi del Mazo.

## Proweniencja
Obraz trafił do Madrytu i 16 sierpnia 1644 roku został wystawiony pod pozłacanym baldachimem w kościele św. Marcina z Tours (San Martín). W 1748 roku, Ferdynand VI podarował go księciu Parmy. Następnie portret trafiał do różnych pomniejszych kolekcji m.in.: w Zamku Wartegg w Szwajcarii, do kolekcji w Schwarzau am Steinfelde w Austrii (1864), po 1907 roku do zamku Liechtenegg w Austrii. W 1910 roku książę Eliasz Parmeński sprzedał portret londyńskiej firmie Thomas Agnew & Sons, zajmującej się handlem dzieł sztuki. W 1911 roku trafił do Nowego Jorku do zbiorów Frick Collection. W 2010 roku obraz został poddany konserwacji w waszyngtońskim Metropolitan Museum of Art.